# Boris Czagin
Boris Aleksandrowicz Czagin (ros. Борис Александрович Чагин; ur. 22 marca 1899 w Moskwie — 10 grudnia 1987 w Leningradzie) – radziecki filozof i historyk filozofii, doktor nauk filozoficznych, profesor, specjalista w zakresie materializmu historycznego i historii filozofii marksistowskiej.

## Życiorys
W 1931 ukończył studia na Wydziale Filozofii Instytutu Czerwonej Profesury. W 1940 objął posadę dziekana Wydziału Filozofii Leningradzkiego Uniwersytetu Państwowego, skąd w 1941 w związku z wybuchem wojny udał się do Ludowego Ruchu Oporu (ros. народное ополчение). Po wojnie wchodził w skład komitetu redakcyjnego czasopisma Woprosy Fiłosofii. W 1973 roku otrzymał Nagrodę im. Gieorgija Plechanowa za swe badania nad twórczością naukową tego myśliciela

## Publikacje
- Г. В. Плеханов и его роль в развитии марксистской философии. Москва, Ленинград: Изд-во Акад. наук СССР. Ленингр. отд-ние, 1963.
Recenzja: Józef Pawlak. Czagin, B. A. G. V. Plechanow i jego rola v razvitii marksistskoj filosofii. Izd. Akad. Nauk SSSR, 1963. „Ruch Filozoficzny”. XXV (1-2), s. 60-62, 1966.

Przekłady na język polski
- Boris Czagin: § 1 i § 3 w rozdziale XIV, rozdział XV, § 1 w rozdziale XX. W: Krótki zarys historii filozofii. Pod redakcją M.T. Jowczuka, T.I. Ojzermana, I.J. Szczipanowa. Przeł. Marian Drużkowski i in. Wyd. II, poprawione i uzupełnione. Warszawa: Książka i Wiedza, listopad 1969. (pol.). Brak numerów stron w książce